# Хиддингх, Корнелис
Корнелис Хиддингх (10 июня 1809 года — 4 сентября 1871 года) — голландский юрист, специальный посланник короля Нидерландов в Южную Африку в 1855—1856 годах и генеральный консул Оранжевого Свободного Государства в Нидерландах в 1861—1871 годах.

## Семья
Хиддингх родился в Кейптауне 10 июня 1809 года, он был вторым сыном в семье.
Хиддингх женился 11 мая 1852 года на Джорджине Алейде Остинг, дочери мэра Ассена. У супругов было двенадцать детей, семь сыновей и пять дочерей.

## Образование
Хиддингх приехал в Нидерланды в 1820 году вместе со своим старшим братом Виллемом с целью получить образование. Сначала они отучились в частной школе-интернат в Гронингене, а в 1824 году оба поступили в Гронингенский университет для изучения права. В 1830 году оба брата получили степень доктора права. Затем Виллем вернулся в Южную Африку, а Корнелис остался в Нидерландах. Он переехал в город Ассен, где стал работать в городском правительстве и сборщиком налогов. Позже он стал заниматься адвокатурой.

## Карьера
В 1855 году король Нидерландов Виллем III назначил Хиддинга своим специальным посланником в бурские республики Оранжевое Свободное Государство и Трансвааль. Визит в Оранжевое Свободное Государство был особенным, поскольку главной целью было вручение флага и герба в качестве подарка от короля Виллема III правительству и народу этой бурской республики. Однако это не помешало ему выполнить свою миссию и стать пожизненным сторонником республики и ее народа. После успешной миссии в Южную Африку Хиддинга наградили рыцарским званием и Орденом Нидерландского льва.
10 сентября 1861 года правительство Оранжевого Свободного Государства назначило Хиддинга своим генеральным консулом в Нидерландах. Хиддинг работал консулом из Арнема, в городе, где жил в то время.

## Смерть
Хиддингх погиб 4 сентября 1871 года в железнодорожной катастрофе в голландском городе Арнем.